# 1688
1688 (MDCLXXXVIII) fue un año bisiesto comenzado en jueves, según el calendario gregoriano.

## Acontecimientos
- 27 de abril: Ampliación de la Declaración de Indulgencia en Inglaterra.
- 29 de abril: Federico I de Prusia es elegido como gobernante del Ducado de Prusia. Durante su gobierno se establecerá el Reino de Prusia, futuro unificador del Estado alemán.
- 17 de mayo: Se da la revolución siamesa en Tailandia con el golpe de Estado contra el rey Narai.
- 5 de junio: Un terremoto de 7,0 sacude la provincia italiana de Benevento dejando 10 000 muertos.
- 10 de julio: la ciudad turca de Esmirna es sacudida por un terremoto de 7,0 que deja un saldo de 16 000 muertos.
- Noviembre: Comienza la Revolución Gloriosa en Inglaterra en la que los Parlamentarios derrocan al rey Jacobo II.
- 24 de noviembre: Luis XIV de Francia publica su manifiesto Mémoire de raisons, que se vuelve un ultimátum para el resto de países europeos. Exigía, entre otros aspectos, ratificar la Tregua de Ratisbona y reconocer su derecho a los territorios de su cuñada. Estas exigencias, vistas como inaceptables por el resto de poderes, desencadena la guerra de los Nueve Años contra a Liga de Augsburgo.
- 26 de noviembre: Invasión francesa al Sacro Imperio Romano Germánico, donde es asediada la ciudad de Philippsburg.
- 11 de noviembre: El rey Jacobo II de Inglaterra huye a Francia. Se establece un gobierno parlamentario provisional liderado por su sobrino Guillermo III de Orange.

## Nacimientos
- 29 de enero: Emanuel Swedenborg, teólogo y científico sueco (f. 1772)
- 4 de febrero: Pierre de Marivaux, dramaturgo francés (f. 1763)
- 28 de abril: Giacomo Antonio Boni, pintor italiano (f. 1766)
- 22 de mayo: Alexander Pope, poeta británico (f. 1744)
- 30 de junio: Ali I, gobernante de Túnez (f. 1756).
- 14 de agosto: Federico Guillermo I, rey de Prusia (f. 1740).
- 17 de octubre: Domenico Zipoli , músico italiano (f. 1726)
- 22 de octubre: Nader Shah, rey persa fundador de la dinastía afsárida (f. 1747)

## Fallecimientos
- 28 de enero: Ferdinand Verbiest, misionero jesuita (n. 1623)
- 8 de marzo: Honoré Fabri, matemático francés (n. 1608)
- 25 de agosto: Sir Henry Morgan, pirata inglés.
- 31 de agosto: John Bunyan, escritor inglés conocido por su obra El progreso del peregrino (n. 1628).
- 9 de octubre: Claudio Perrault, físico francés (n. 1613).